# 맥스 컬런
맥스 컬런(Max Cullen, 1940년 4월 29일 ~ )은 오스트레일리아의 배우이다.

## 출연 작품
- 골드스톤 (2016년)
- 브로크 (2016년)
- 더 원더풀 (2013년)
- 위대한 개츠비 (2013년)
- 마이 마인즈 오운 멜로디 (2012년)
- 꼬마산타 니콜라스 (2010년) - 험프리 역
- 엑스맨 탄생: 울버린 (2009년) - 트래비스 허드슨 역
- 오스트레일리아 (2008년)
- 진다바인 (2006년)
- Love My Way (2004년)
- 키스 올 킬 (1997년)
- 라이트닝 잭 (1994년)
- 광란의 168시간 (1993년)
- 가르보 (1992년)
- 운명의 교차로 (1990년)
- 액트 오브 비트레이얼 (1988년)
- 캡틴 인빈서블의 귀환 (1983, The Return of Captain Invincible)
- 스타스트럭 (1982년)
- 비밀의 계곡 (1980년)
- 하드 녹스 (1980년)
- 나의 화려한 인생 (1979년)
- 베트남 블루스 (1979년)

### 텔레비전
- 올 세인츠 (2004-09)